# Saykogel
De Saykogel (of Seikogel) is een 3355 meter (volgens andere bronnen 3360 meter) hoge berg in de Ötztaler Alpen in het Oostenrijkse Tirol.
De berg maakt deel uit van de hoofdkam van de Ötztaler Alpen. De normale route naar de top voert vanaf de Martin-Busch-Hütte over de westflank zonder dat daarbij over gletsjers hoeft te worden getrokken. Deze tocht neemt ongeveer twee tot drie uur in beslag.